# Palazzetto Scroffa
Il palazzetto Scroffa è un edificio del XV secolo, sito in contrà Piancoli a Vicenza.

## Storia

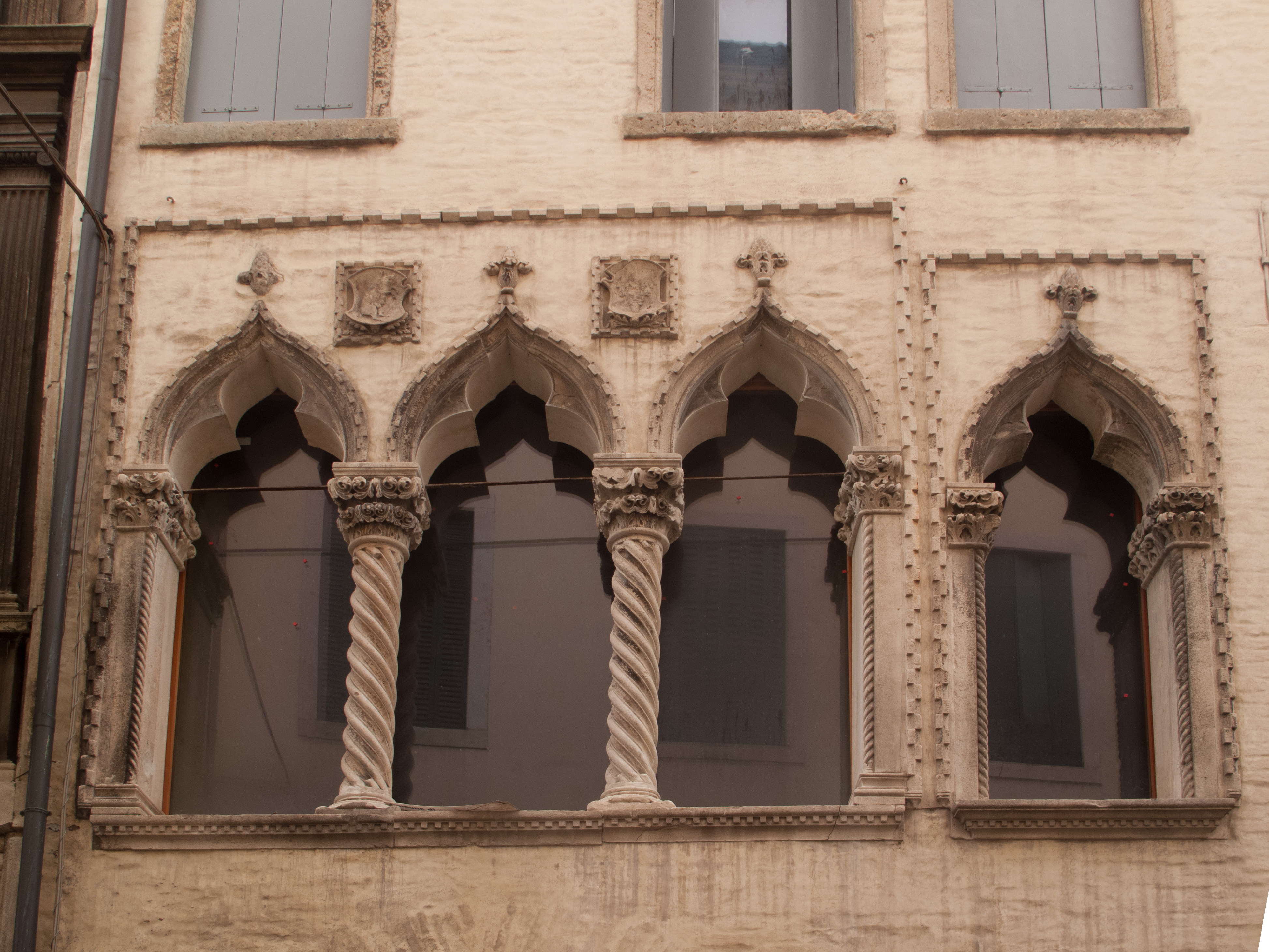
Trifora e monofora

## Descrizione
Bell'edificio gotico.